# Чергизбиев, Имампаша Абдулсалимович
Имампаша Абдулсалимович Чергизбиев (род. 1 июля 1936 года село Минай-Тугай Хасавюртовского района ДАССР.) — Заслуженный работник сельского хозяйства. Член Государственного совета Республики Дагестан. В 1966 году окончил Махачкалинский автодорожный техникум, а в 1989 году — Дагестанский сельскохозяйственный институт. По национальности чеченец, представитель тайпа зандакой

## Биография
Вместе с родителями был депортирован в Среднюю Азию трудовую деятельность начал трактористом Октябрьской МТС в Ошской области Киргизской ССР, после 1956 г. семья вернулась на родину. Имампаша с 1966 года был инженер, затем ст. инженер Гостехнадзора Хасавюртовского управления сельского хозяйства.
В 1983 году был назначен директором Опытно-производного хозяйства имений Кирова Хасавюртовского района Дагестанской АССР.
В 1990 году был избран членом президиума Верховного Совета, председателем комиссии Верховного Совета Республики Дагестан по бюджетно-финансовой, налоговой политике и экономической реформе. В 1994 году — избран членом Госсовета РДчД. назначен советником Председателя Госсовета Республики Дагестан. С 1997 года — представитель в Чечне от Дагестана. Награждён орденом Мужества.

## Семья
Женат, имеет четверых детей.

## Переговоры с Радуевым
Участвовал в переговорах с Салманом Радуевым при захвате заложников в городе Кизляр и вместе с другими был обменян с заложниками.